# Partito Operaio Ungherese
Il Partito Operaio Ungherese (in ungherese Magyar Munkáspárt) è un partito politico ungherese fondato nel 1989 in seguito alla disgregazione del Partito Socialista Operaio Ungherese (MSZMP).
In contrasto alla decisione del MSZMP di trasformarsi nel Partito Socialista Ungherese, alcuni esponenti politici rifondarono il partito dando vita ad un nuovo Partito Socialista Operaio Ungherese che, successivamente, assunse la denominazione di:
- Partito Operaio, nel 1993;
- Partito Comunista Operaio Ungherese, nel 2005;
- Partito Operaio Ungherese, nel 2013 (essendo stato proibito l'utilizzo di denominazioni associate al comunismo).

## Loghi

Dal 1989 al 1993
Dal 1993 al 2005
Dal 2005 al 2012

## Risultati elettorali
| Elezione          | Voti    | %    | Seggi   |
| ----------------- | ------- | ---- | ------- |
| Parlamentari 1990 | 180.964 | 3,68 | 0 / 386 |
| Parlamentari 1994 | 171.801 | 3,18 | 0 / 386 |
| Parlamentari 1998 | 179.672 | 3,95 | 0 / 386 |
| Parlamentari 2002 | 121.503 | 2,16 | 0 / 386 |
| Europee 2004      | 56.221  | 1,83 | 0 / 24  |
| Parlamentari 2006 | 21.955  | 0,41 | 0 / 386 |
| Europee 2009      | 27.817  | 0,96 | 0 / 22  |
| Parlamentari 2010 | 5.606   | 0,11 | 0 / 386 |
| Parlamentari 2014 | 28.323  | 0,56 | 0 / 199 |
| Europee 2014      | N.D.    | N.D. | N.D.    |
| Parlamentari 2018 | 15.640  | 0,27 | 0 / 199 |
| Europee 2019      | 14.452  | 0,42 | 0 / 21  |
| Parlamentari 2022 | 8.678   | 0,16 | 0 / 199 |